# 盐边站
盐边站位于四川省攀枝花市盐边县桐子林镇木撒拉村，是峨广铁路（成昆铁路复线）的一座车站。车站于2018年9月开工，2020年3月底完工，2020年5月26日开通运营，2021年1月1日起开办客运业务。
盐边站站房建筑面积1794平方米，候车室最高聚集人数200人。站前广场面积2100平方米，另设有面积1200平方米的生产生活附属用房。车站站场为2台4线，与站房通过一条宽8米的进出站地道连接。车站上下行分别为11298米的盐边隧道和长6092米的桐梓林隧道。

## 接驳交通
- 公交2路：客运站→清泉小区→高铁站，每日往返两个来回[3]。